# Jicchak ha-Lavan
Jicchak ben Ja’akov ha-Lavan (hebrejsky יצחק בן יעקב הלבן‎), známý též jako Jicchak me-Prag[zdroj?] nebo počeštěně Izák Bílý, Izák z Prahy nebo Izák z Řezna, byl rabín a talmudický učenec žijící ve 12. století. Je považován za jednoho z raných tosafistů. Jeho bratr byl významný středověký cestoval Petachja z Řezna. 

## Život a dílo
O samotném životě Jicchaka ha-Lavana existují jen velmi nejisté zprávy.  
Narodil se pravděpodobně v Řezně, ale po studiích a pobytu v Německu a ve Francii, kde prokazatelně studoval u Ašera ha-Leviho a Rabejnu Tama, přesídlil do Čech, nejspíše do Prahy, kde zřejmě následně působil až do své smrti někdy koncem 12. století.  
Pokud by tomu tak skutečně bylo (k čemuž doposud nejsou jakékoliv opory v pramenech), znamená to, že se jedná o jednoho z nejstarších jmenovitě doložených usedlých pražských Židů (vyjma Abraham ben Jákova). Tito obývali doposud nejstarší známou pražskou židovskou čtvrť, která se nacházela kdesi na území dnešní Malé Strany; nikoliv tedy na dnešním známém Josefově, zde vzniká Židovské Město až po r. 1200. Pro srovnání: jeden z nejstarších doložených pražských rabínů je rb. Avigdor Kara, jehož náhrobek na Starém pražském hřbitově je nejstarší dochovaný a čitelný - zemřel r. 1439 - je tedy o dvě a půl století mladší.  
Jeho přízvisko "ha-Lavan" či "Laban" je údajně odvozeno podle bílé barvy jeho vlasů (což by ukazovalo na vysoký věk; zaroveň se jedná o talmudický koncept vedoucího ješívy). Podle jiného názoru je to narážka či slovní hříčka na jméno řeky Labe. V takovém případě by ovšem bylo potřeba působiště Jicchaka ha-Lavana hypoteticky "přemístit" od Vltavy někam k povodí Labe. V úvahu by tedy připadaly například Litoměřice, kde je skutečně přítomnost Židů doložena již na přelomu 12. a 13. stol.

### Dílo
Jicchak ha-Lavan je řazen mezi tosafisty, tj. komentátory Talmudu, pokračovatele Rašiho a žáky jeho vnuků. Je několikrát zmíněn v Tosafot v Babylónském talmudu, konkrétně v traktátech Jevamot, Ktubot a Zevachim, stejně tak i v dílech některých pozdějších halachických komentátorů (poskim), jako např. Me’ir ben Baruch z Rothenburgu.
Podle některých údajů zemřel nejpozději roku 1188, podle jiných až v roce 1193, avšak ani jeden z těchto roků není možné brát závazně, pouze orientačně. 
Je prvním rabínem, který je zmiňován jako „český“ nebo „pražský“, nejstarším rabínem doloženým na území Česka a také jeden z několika málo zástupců řazených mezi tosafisty z Čech.